# زبيدي نجمي
زبيدي نجمي (الاسم العلمي:Stromateus stellatus) (بالإنجليزية: Starry butterfish)‏ هو نوع من الأسماك يتبع جنس الزبيدي من فصيلة الأسماك الزبيدية.